# 北海ハイジャック
『北海ハイジャック』（North Sea Hijack）（ffolkes）は1979年のイギリスの映画。
テログループに占拠された油田基地を舞台に犯人と特殊部隊の駆け引きを描くアクション映画。『007』シリーズのジェームズ・ボンド役で知られるロジャー・ムーアが、ボンドとは対照的な堅物男を演じる。

## ストーリー
1970年代後半、イギリスは北海油田を国家の主要な財源のひとつにしていた。ルー・クレーマーと名乗るリーダーとその仲間たち5人は、小さい方の油田掘削基地「ルース」に交換部品を運ぶエスター号に報道陣と偽って乗り込み、「ルース」とさらに大きな「ジェニファー」に爆弾をしかけ、イギリス政府に2500万ポンドの身代金を要求する。期限は翌日の夜9時までの24時間ということで、ティッピング枢密院議長と首相を含む政府閣僚は緊急会議を開き、民間会社でこの手の事件を請け負うルーファス・フォークスとその部下6人が対策を引き受けることになる。フォークスは女性より猫を愛してスコッチウイスキーをラッパ飲みするという変人だが有能な人物で、ブリンスデン海軍提督の副官ということにして、交渉の場でクレーマーを殺す段取りをする。
翌日の夜、ブリンスデンとフォークスは嵐の中をヘリコプターで「ジェニファー」からエスター号に乗り込むが、フォークスは少し怪しいというクレーマーの判断で乗船が許されず、手順が狂う。しかし、ダイバーとしてエスター号に着いたフォークスとその部下は犯人たちと争い、リーダーのクレーマーもブリンスデンの機転で殺され、事件は解決する。報酬としてフォークスが政府からもらったものは、「エスター」、「ルース」、「ジェニファー」という名前をつけられた白い子猫3匹だった。

## スタッフ
- 監督：アンドリュー・V・マクラグレン
- 製作総指揮：モーゼス・ロスマン
- 製作：エリオット・カストナー
- 原作・脚色：ジャック・デイヴィス
- 撮影：トニー・アイミ
- 音楽：マイケル・J・ルイス
- 編集：アラン・ストラッチャン
- 美術：モーリス・カーター
- 提供：シネマセヴンプロダクションズ・リミテッド、ユニバーサル映画

## キャスト
| 役名                   | 俳優                       | 日本語吹替                                       | 日本語吹替                                 | 日本語吹替 |
| 役名                   | 俳優                       | フジテレビ版                                     | テレビ朝日版                               |            |
| ---------------------- | -------------------------- | ------------------------------------------------ | ------------------------------------------ | ---------- |
| フォークス             | ロジャー・ムーア           | 若山弦蔵                                         | 広川太一郎                                 |            |
| ブリンスデン提督       | ジェームズ・メイソン       | 内田稔                                           | 前田昌明                                   |            |
| ルー・クレーマー       | アンソニー・パーキンス     | 野沢那智                                         | 野沢那智                                   |            |
| ハロルド・シュルマン   | マイケル・パークス         | 神山卓三                                         | 富山敬                                     |            |
| キング                 | デヴィッド・ヘディソン     | 阪脩                                             | 玄田哲章                                   |            |
| オラフセン船長         | ジャック・ワトソン         | 千葉耕市                                         | 梶哲也                                     |            |
| フレッチャー           | ジョージ・ベイカー         | 原田一夫                                         | 阪脩                                       |            |
| ティッピング枢密院議長 | ジェレミー・クライド       | 千田光男                                         | 小川真司                                   |            |
| ヘリング               | デイヴィッド・ウッド       | 増岡弘                                           | 西川幾雄                                   |            |
| 首相                   | フェイス・ブルック         | 土井たか子                                       | 谷育子                                     |            |
| サンナ                 | リー・ブロディ             | 戸田恵子                                         | 山田栄子                                   |            |
| ウェッブ               | フィリップ・オブライエン   | 石塚運昇                                         | 筈見純                                     |            |
| アッカマン             | アンソニー・プレン・ショウ | 塩屋浩三                                         | 大塚芳忠                                   |            |
| サラ                   | ジェニファー・ヒラリー     | 高橋ひろ子                                       | 榊原良子                                   |            |
| ドーネイ               | ジョン・ウェストブルック   | 村松康雄                                         | 石森達幸                                   |            |
| ハリス                 | ティム・ベンティング       | 山口健                                           | 秋元羊介                                   |            |
| ハイヤーデール         | セイン・ベタニー           | 石井敏郎                                         | 秋元羊介                                   |            |
| サブロー               | サブ・キムラ               | 戸谷公次                                         | 沢木郁也                                   |            |
| エイジ                 | 楠原映二                   | 喜多川拓郎                                       | 立木文彦                                   |            |
| エリクセン             | デヴィッド・ランドベリー   | 塚田正昭                                         | 若本規夫                                   |            |
| スタレモ               | エリック・メイソン         | 村松康雄                                         | 加藤正之                                   |            |
| オルセン               | マシアス・キルロイ         | 原田一夫                                         | 北村弘一                                   |            |
| ショー                 | リンゼイ・キャンベル       | 石井敏郎                                         | 稲葉実                                     |            |
| その他                 | N/A                        | N/A                                              | 鈴置洋孝 塚田正昭                          |            |
| 日本語版スタッフ       |                            |                                                  |                                            |            |
| 演出                   | 演出                       | 壺井正                                           | 福永莞爾                                   |            |
| 翻訳                   | 翻訳                       | 高橋京子                                         | 宇津木道子                                 |            |
| 効果                   | 効果                       | PAG                                              | リレーション                               |            |
| 調整                   | 調整                       | 飯塚秀保                                         | 荒井孝                                     |            |
| 担当                   | 担当                       | 大橋義輝                                         |                                            |            |
| 配給                   | 配給                       | 日本MCA                                          |                                            |            |
| 解説                   | 解説                       | 高島忠夫                                         | 淀川長治                                   |            |
| 製作                   | 製作                       | グロービジョン                                   | 東北新社                                   |            |
| 初回放送               | 初回放送                   | 1984年2月18日 『ゴールデン洋画劇場』 21:02-22:54 | 1988年9月11日 『日曜洋画劇場』 21:02-22:54 |            |

※日本語吹替音声は両バージョン共に、2020年12月2日発売の「ユニバーサル 思い出の復刻版 ブルーレイ」に収録された。
※字幕翻訳：金田文夫